# Shuji Ogino
Shuji Ogino (荻野周史, Ogino Shuji), né le 24 avril 1968 est un épidémiologiste pathologique moléculaire, pathologiste et épidémiologiste. Il est actuellement professeur en pathologie à Harvard Medical School, Brigham and Women's Hospital et à l’Institut du Cancer Dana-Farber. Il est également professeur agrégé au département d’épidémiologie de la Harvard T.H. Chan School of Public Health. Il est connu pour avoir travaillé à l'établissement d'une nouvelle discipline : l'épidémiologie pathologique moléculaire (abrégé MPE en anglais), qui représente une science à la croisée de la pathologie moléculaire et de l'épidémiologie.

## Formation et positions
Ogino est diplômé de la faculté de médecine de l’université de Tokyo (promotion 1993), et titulaire d’un Ph.D. obtenu en 2001 au sein de cette même université. Il a effectué un stage à l’US Naval Hospital d’Okinawa au Japon de 1994 à 1995. 
Il a suivi une formation postdoctorale en pathologie moléculaire au centre médical de l'Université de Pennsylvanie de 1999 à 2000. Après des études postdoctorales à l'Université de Pennsylvanie, il a rejoint l'Institut du Cancer Dana-Farber, Brigham and Women's Hospital et la Harvard Medical School comme maître de conférence en pathologie en 2001. Ogino a été promu professeur adjoint en 2004, puis professeur agrégé en 2008, et enfin professeur des instituts en 2015. Il a obtenu un Master of Science en épidémiologie de la faculté de santé publique de Harvard TH Chan en 2010, puis par la suite un second poste de professeur (professeur agrégé) dans cette faculté en 2012.

## Carrière en MPE et recherche sur le cancer colorectal
Ogino a proposé que la recherche sur la pathologie moléculaire avec des paramètres épidémiologiques soit considérée comme un domaine distinct, et a utilisé le terme «Épidémiologie pathologique moléculaire (MPE)" en 2010. Depuis sa proposition, le concept et le paradigme MPE ont été largement utilisés, et la MPE a fait l'objet de conférences internationales telles qu'American Association for Cancer Research (AACR), Society for Epidemiologic la recherche (SER), et la société américaine d'oncologie préventive (ASPO). L'approche de MPE vise à élucider l'étiologie de la maladie au niveau moléculaire, individuel et des populations, en appliquant la pathologie moléculaire à l'épidémiologie. En utilisant des ressources de la pathologie et des données issues des études épidémiologiques existantes, il publie un grand nombre d'articles originaux prouvant la relation entre l'exposition à des facteurs de risque (par exemple l'environnement, l'alimentation, le mode de vie, les facteurs génétiques) et la signature pathologique moléculaire de la maladie (par exemple la mutation PIK3CA pour le cancer colorectal), y compris certains des articles les plus influents du domaine, et d'autres ayant développé le concept de la MPE.
Les découvertes de Ogino avec l'approche MPE incluent l'interaction entre l'utilisation de l'aspirine et la mutation PIK3CA pour le cancer colorectal, et l'interaction entre le dépistage du cancer colorectal par endoscopie et le cancer colo-rectal post-coloscopie avec CIMP et microsatellite MSI. Il a lancé en 2013 l'nternational Molecular Pathological Epidemiology (MPE) Meeting Series, dont il a été présidentde la conférence. Sa deuxième session se a eu lieu les 4 et 5 décembre 2014 à Boston.
Ogino a employé le concept MPE pour proposer un changement de paradigme dans la recherche sur le cancer colorectal. Sa proposition d'un passage du modèle du colon à deux points (le côlon proximal et distal) pour le modèle de continuum colorectal a été soutenu par une relation linéaire observée entre la localisation sur le côlon, l'l'instabilité des microsatellites (MSI), les îlots CpG methylator phénotype (CIMP) et la fréquence de mutation BRAF d'après la base de données des analyses de plus de 1400 cas de cancer colorectal. Ce modèle de continuum colorectal a été appuyée par d'autres. 
Il a également introduit plusieurs nouveaux paradigmes et cadres de recherche, y compris "L'approche GWAS-MPF", "le principe de la tumeur unique», «le principe de la maladie unique", "le modèle à effet de champ étiologique", "l'épidémiologie intégrée au long de la vie" qui sont tous liés à la domaine de la MPE.

## Honneurs et récompenses
- 2004          Exécutive Officer’s Award, Association for Molecular Pathology (AMP)
- 2011          Ramzi Cotran Young Investigator Award, United States and Canadian Academy of Pathology
- 2012	    Meritorious Service Award, Association for Molecular Pathology (AMP)
- 2014	   The Most Influential Scientific Minds: 2014, by Thomson Reuters [1]
- 2014-	   Elected Member, American Society for Clinical Investigation (ASCI)
- 2014-	   Member, FASEB Excellence in Science Award Committee [2]